# میانگین متحرک

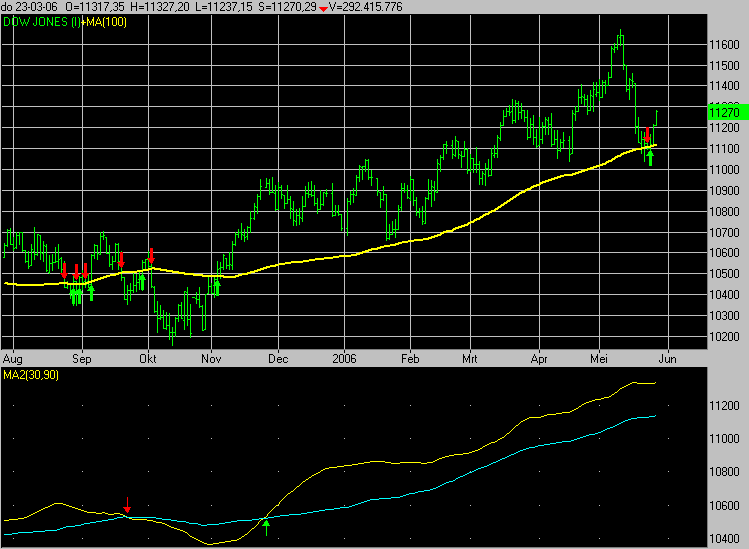

میانگین متحرک (به انگلیسی: Moving average) یکی از شاخص‌های مهم و مورد استفاده فراوان، در تحلیل تکنیکی است، که با حذف نوسانات قیمتی کمک می‌کند، تا سرمایه‌گذار بتواند تصویر بهتری از متوسط قیمت و روند قیمتی را ترسیم کند.
میانگین متحرک یکی از شاخص‌های قیمتی دنباله‌رو است، چرا که متوسط قیمت سهام در گذشته را نشان می‌دهد. (برای مثال ۵۰، ۱۰۰ یا ۲۰۰ روز گذشته)
دو نوع میانگین متحرک وجود دارد: میانگین متحرک ساده (Simple Moving Average: SMA) و میانگین متحرک نمایی (Exponential Moving Average: EMA). میانگین متحرک ساده تنها متوسطی از قیمت سهام، در بازه زمانی مورد نظر است (همانطوری که یک دانش آموز میانگین نمراتش را حساب کرده و نام آن را معدل می‌گذارد)، ولی نحوه محاسبه میانگین متحرک نمایی به صورتی است، که هر چه قیمت به انتهای بازه زمانی (قیمت فعلی) نزدیک‌تر می‌شود، وزن سنگین‌تری را در محاسبه میانگین ایفا می‌کند. به بیانی دیگر میانگین متحرک نمایی همان میانگین وزنی متوسط قیمت است، که قیمت‌های اخیر، وزن بیشتری را در محاسبه دربردارند. هر چند که نحوه محاسبه این شاخص‌ها مهم نیستند، چرا که بسیاری از سایت‌ها آن را برای شما فراهم می‌کنند.

## استفاده میانگین‌های متحرک
میانگین متحرک کمک می‌کند تا نوسان‌ها را از نمودار قیمت حذف کنید. با نگاه به نمودار میانگین متحرک خیلی سریع می‌توانید یک دید مناسب از حرکت قیمت به دست آورید. اگر شیب آن رو به بالا بود، قیمت در حال رشد است، اگر شیب رو به پایین داشت قیمت در حال نزول است.
میانگین‌های متحرک می‌توانند به‌عنوان خط حمایت و مقاومت نیز عمل کنند. در یک روند صعودی میانگین‌های متحرک ۵۰، ۱۰۰ یا ۲۰۰ روزه ممکن است به‌عنوان خط حمایت عمل کنند. این به این خاطر است که این میانگین‌ها به عنوان کف رفتار می‌کنند و قیمت با برخورد به آن‌ها برمی‌گردد. در یک حرکت صعودی این خطوط به‌عنوان مقاومت عمل کرده و از رشد قیمت جلوگیری می‌کنند.
البته قیمت‌ها همیشه آن قدر دقیق عمل نمی‌کنند و ممکن است کمی ازین خطوط عبور کرده یا پیش از رسیدن به آن‌ها مسیر خود را عوض کنند.

## میانگین متحرک ساده در مقابل متحرک نمایی
تریدرها از (MA) برای تعیین دقیق مناطق تجاری، شناسایی روندها و تحلیل بازارها استفاده می‌کنند. میانگین متحرک به معامله گران کمک می‌کند روند موجود در یک اوراق یا بازار را شناسایی کنند. همچنین می‌تواند نشانه تغییرروند را نشان دهد. دو نوع متداول وجود دارد تحلیل‌گر باید به تفاوت میان این دو نگاه نگاه کند؛ و به معامله‌گرها کمک می‌کند تا از کدام یک استفاده کنند.
میانگین متحرک، میانگین قیمت را در یک بازه زمانی مشخص نشان می‌دهد. با این وجود، روش‌های مختلفی برای محاسبه میانگین وجود دارد. به همین دلیل است که انواع گوناگونی وجود دارد که به آنها «متحرک» گفته می‌شود. زیرا با حرکت قیمت، داده‌های جدیدی به محاسبه اضافه می‌شود؛ بنابراین میانگین تغییر می‌کند.
SMA و EMA متفاوت محاسبه می‌شوند. این محاسبه باعث می‌شود EMA نسبت به تغییرات قیمت سریعتر واکنش نشان دهد؛ و SMA نیز کندتر واکنش نشان می‌دهد. این تفاوت اصلی این دو است. یکی لزوماً از دیگری بهتر نیست.
گاهی اوقات میانگین متحرک نمایی به سرعت واکنش نشان می‌دهد و باعث می‌شود معامله‌گر از معاملات در یک تنش جزئی که رفع می‌شود خارج شود. در حالی که میانگین متحرک ساده با سرعت کمتر، شخص را در بازار نگه می‌دارد و در نتیجه سود بیشتری پس از پایان تنش به دست می‌آورد. در مواقع دیگر، عکس این اتفاق می‌افتد. حرکت میانگین متحرک نمایی سریع‌تر از میانگین متحرک ساده، مشکلات را زودتر نشان می‌دهد؛ و بنابراین تحلیل‌گرِ استفاده‌کننده از روش میانگین متحرک نمایی سریع‌تر از خطر مصون می‌ماند و باعث صرفه‌جویی در وقت و هزینه می‌شود.
هر تحلیل‌گر بازار بورس باید تصمیم بگیرد که کدام میانگین متحرک  برای راهبرد (استراتژی) خاص خود بهتر است. بسیاری از معامله‌گران کوتاه مدت از میانگین متحرک نمایی استفاده می‌کنند. زیرا می‌خواهند به محض حرکت قیمت به سمت دیگر،  آگاه شوند. معامله‌گران طولانی مدت، میانگین متحرک ساده را به کار می‌برند. زیرا این سرمایه‌گذاران برای اقدام عجله ندارند و ترجیح می‌دهند فعالیت کمتری در معاملات خود داشته باشند.

## معایب میانگینهای متحرک
میانگین متحرک بر اساس داده‌های قبلی محاسبه می‌شود و ذاتاً پیش‌بینی کننده نیست؛ بنابراین نتایج حاصل از آن ممکن است متفاوت باشند. در یک‌زمان ممکن است بازار به سطوح مقاومت و حمایت و همچنین سیگنال‌ها پایبند باشد و در زمان دیگر نه.
یک مشکل اصلی این است، در زمانی که قیمت دارای نوسان‌های بسیار زیاد است، سیگنال‌ها زیادی تولید خواهد شد. در چنین مواقعی بهتر است کنار بشینید یا این‌که از اندیکاتورهای دیگر برای روشن شدن وضعیت کمک بگیرید.
میانگین‌های متحرک در زمانی که روند مشخص است بسیار مفید هستند و در زمان نوسانات ضعیف عمل می‌کنند. شاید بتوان با تغییر بازه‌ها کمی این مشکل را رفع کرد ولی در بسیاری از مواقع این مشکل بی‌ارتباط به میانگین متحرک است.[https://web.archive.org/web/20180928064357/

## بازه زمانی
پر استفاده ترین بازه های زمانی در میانگین های متحرک نمایی و ساده به ترتیب بازه های 50,100,200 روزه هستند . هر چقدر که در بازه های زمانی بالاتر و چارچوب زمانی( تایم فریم) بالاتر استفاده شوند میتواند از اهمیت بالاتر و تاثیر بالاتری برخوردار شوند